# Georges Miez
Georges Miez   (Tóss, 2 d'octubre de 1904 - Savosa, 17 d'abril de 1999) fou un gimnàsta artístic suís, guanyador de vuit medalles olímpiques, quatre d'or, tres de plata i una de bronze.

## Carrera esportiva
Va participar, als 19 anys, en els Jocs Olímpics d'Estiu de 1924 realitzats a París (França), on va aconseguir guanyar la medalla de bronze en la prova per equips, finalitzant cinquè en la prova de barra fixa (guanyant així un diploma olímpic) i catorzè en la prova de cavall amb arcs com a resultats més destacats.
En els Jocs Olímpics d'Estiu de 1928 realitzats a Amsterdam (Països Baixos) va aconseguir guanyar quatre medalles olímpiques: tres medalles d'or en les proves individual, per equips i barra fixa; a més de guanyar una medalla de plata en la prova de cavall amb arcs. Així mateix finalitzà quart en la prova de salt sobre cavall, vuitè en la prova d'anelles i trentè en la prova de barres paral·leles.
En els Jocs Olímpics d'Estiu de 1932 realitzats a Los Angeles (Suïssa) fou l'únic gimnasta que participà en les proves olímpiques, aconseguint guanyar una medalla de plata en la prova d'exercici de terra.
En els Jocs Olímpics d'Estiu de 1936 realitzats a Berlín (Alemanya nazi) va aconseguir guanyar dues medalles olímpiques més, una medalla d'or en la prova d'exercici de terra i una medalla de plata en la prova per equips, a més de finalitzar vuitè en la prova de salt sobre cavall, onzè en la prova de cavall amb arcs o catorzè en la prova individual com a resultats més destacats.
Al llarg de la seva carrera guanyà tres medalles en el Campionat del Món de gimnàstica artística, entre elles dues medalles d'or.